# Joseph Wilson Swan
Joseph Wilson Swan, född 31 oktober 1828, död 27 maj 1914, var en engelsk kemist som främst är känd för att ha uppfunnit glödlampan samtidigt som bland andra Thomas Edison. Swan blev adlad 1904 och tilldelades Hughesmedaljen samma år.

## Biografi
Joseph Wilson Swan var en fysiker och kemist född i Sunderland, England. År 1850 började han försök med karboniserade (förkolnade) pappersglödtrådar i en luftfri glasbubbla. År 1860 var han beredd att demonstrera en fungerande anordning, men avsaknaden av bra vakuum och tillräcklig elektricitet gjorde lampan till en ineffektiv ljuskälla med kort livstid. När effektivare vakuumpumpar blev tillgängliga 1870 fortsatte Swan med sina experiment. År 1878 fick Swan brittiskt patent på sin anordning. Swan anmälde sina framsteg till Newcastle Chemical Society på en föreläsning i februari 1873. I Newcastle demonstrerade han en fungerande lampa som utnyttjade kolfiberglödtråd, men 1877 hade han övergått till tunna kolstavar. Det viktigaste i Swans lampa var att det var mycket lite kvarvarande syre i vakuumröret som skulle kunna reagera med glödtråden, vilket gjorde att glödtråden kunde glöda nästan helt vitt utan att fatta eld. Detta år började han installera glödlampor i hushåll och gatubelysning, och vid början av 1880-talet startade han ett eget företag.
Efter sitt första patent 1878 fortsatte Swan utvecklingsarbetet och fick ytterligare patent i USA 1880 (9 november US 234345, ansökan 16 juni) och i England 27 november (GB 4933/1880).